# Schnappbrücke
Schnappbrücke ist eine Hofschaft im Norden der bergischen Großstadt Wuppertal. Ältere Schreibweisen der Hofschaft waren Schnappbreu oder Schnappbräu.

## Lage und Beschreibung
Die Hofschaft liegt im Westen des Wohnquartiers Dönberg im Stadtbezirk Uellendahl-Katernberg auf einer Höhe von 241 m ü. NHN an der Stadtgrenze zu Velbert-Neviges. Die Höfe Bruch, Grüntal, Brunnenhäuschen, Peckeshütt, Jommerhönschen, Junkernbruch und Schimmelshaus sind unmittelbar angrenzend. 
Weitere benachbarte Orte sind neben Dönberg die Höfe und Ortslagen Schmürsches, Mutzberg, Siebeneick, Saurenhaus, Knorrsiepen, Langenkamp, Schell und Kobeshäuschen sowie die Velberter Ortsteile Staudt, Straße und Lippgeskotten.

## Geschichte
Im 19. Jahrhundert gehörte Schnappbrücke kirchlich zu der Kirchengemeinde Dönberg und politisch zur Bauerschaft Untensiebeneick der Bürgermeisterei Hardenberg. Damit gehörte es von 1816 bis 1861 zum Kreis Elberfeld und ab 1861 zum alten Kreis Mettmann. 
Der Ort ist auf der Gemeinde Charte des Parzellar Katasters der Bürgermeisterei Hardenberg von 1815/16 als Schnapbrück eingezeichnet. 1888 lebten in Schnappbrücke fünf Einwohner in einem Haus.
Mit der Kommunalreform von 1929 wurde der südliche Teil von Dönberg abgespalten und mit weiteren, außerhalb von Dönberg liegenden Nevigeser Ortschaften in die neu gegründete Stadt Wuppertal eingemeindet, der Rest Dönbergs mit Schnappbrücke verblieb zunächst bei Neviges. Durch die nordrhein-westfälische Gebietsreform kam Neviges mit Beginn des Jahres 1975 zur Stadt Velbert und das erneut geteilte Dönberg wurde bis auf die nördlichen Außenortschaften, die bei Velbert verblieben, ebenfalls in Wuppertal eingemeindet.